# Power in Numbers: The Rebel Women of Mathematics
Power in Numbers: The Rebel Women of Mathematics est un livre sur les femmes en mathématiques, par Talithia Williams, publié en 2018 par Race Point Publishing (en). 

## Thèmes et travaux connexes
Ce livre constitue une collection de biographies de 27 mathématiciennes, et donne de brefs aperçus de la vie de beaucoup d'autres. Il est similaire aux travaux précédents, dont Women in Mathematics (en) de Lynn Osen (1974), Math Equals de Perl (1978), Women in Mathematics d'Henrion (1997), Women Becoming Mathematicians de Murray(2000), Complexities: Women in Mathematics (2005), Pioneering Women in American Mathematics (en) de Judy Green et Jeanne LaDuke (2009) et Headstrong, 52 Women Who Changed Science-and the World de Rachel Swaby (2015).  
Le livre est divisé en trois parties. Les deux premières couvrent les mathématiques avant et après la Seconde Guerre mondiale, lorsque la contribution mathématique des femmes au décryptage et à d'autres aspects de l'effort de guerre est devenue cruciale ; à elles deux, elles comprennent les biographies de onze mathématiciennes. La dernière section, sur les mathématiques modernes (après 1965), en comporte 16. Les mathématiques sont interprétées au sens large, elles incluent des personnes qui ont suivi une formation de mathématiciens et travaillé dans l'industrie, ou qui ont apporté des contributions mathématiques dans d'autres domaines,. Elle comprend des personnes d'horizons plus divers que les collections précédentes, dont l'astronome chinoise du XVIIIe siècle Wang Zhenyi, l'ingénieure amérindienne Mary G. Ross, la spécialiste des fusées afro-américaine Annie Easley, la mathématicienne iranienne Maryam Mirzakhani et la mathématicienne américano-mexicaine Pamela E. Harris.

## Mathématiciennes
Les mathématiciennes envisagées dans ce livre sont,,, :  

### Partie I: Les pionnières
- Marie Crous
- Émilie du Châtelet
- Maria Gaetana Agnesi
- Philippa Fawcett
- Isabel Maddison
- Grace Chisholm Young
- Wang Zhenyi
- Sophie Germain
- Winifred Edgerton Merrill
- Sofia Kovalevskaïa
- Emmy Noether
- Euphemia Haynes

### Partie II: Du cassage de code à la science des fusées
- Grace Hopper
- Mary G. Ross
- Dorothy Vaughan
- Katherine Johnson
- Mary Jackson
- Shakuntala Devi
- Annie Easley
- Margaret Hamilton

### Partie III: Modern Math Mavens
- Sylvia Bozeman
- Eugenia Cheng
- Carla Cotwright-Williams
- Pamela E. Harris
- Maryam Mirzakhani
- Ami Radunskaya
- Daina Taimiņa
- Tatiana Toro
- Chelsea Walton
- Sara Zahedi

## Public et réception
Le livre s'adresse à un public jeune avec de nombreuses images et peu de détails mathématiques,. Néanmoins, chaque biographie est accompagnée d'une introduction grand public au travail mathématique du sujet, et au-delà des images des femmes présentées, le livre comporte de nombreuses illustrations mathématiques et des images historiques qui donnent vie à ces contributions. La critique Emille Davie Lawrence suggère que le livre pourrait également trouver son chemin vers les tables basses de mathématiciens professionnels et susciter des conversations avec des invités.  
La critique Amy Ackerberg-Hastings critique le livre pour avoir négligé de nombreux travaux universitaires sur le sujet des femmes en mathématiques, pour son manque de détails pour certaines femmes notables, notamment Émilie du Châtelet et Maria Gaetana Agnesi, et pour en avoir omis d'autres, comme Mary Somerville. Néanmoins, elle le recommande comme un « livre cadeau pour les collégiens », comme un moyen de les motiver à travailler dans les disciplines STIM .  
Le critique Allan Stenger note avec approbation l'inclusion dans le livre d'informations sur la façon dont chaque sujet s'est intéressé aux mathématiques, et malgré quelques erreurs mineures, il appelle cela « un bon pari pour inciter les jeunes femmes brillantes à s'intéresser aux mathématiques ». De même, la critique L. Angela Mihai écrit qu'il « éduquera et encouragera de nombreux mathématiciens en herbe ».  